# 奈良木陸
奈良木 陸（ならき りく、1998年4月16日 - ）は、広島県府中市出身の元プロ野球選手（投手、右投右打）。プロでは育成選手だった。

## 経歴

### プロ入り前
府中市立第一中学校では軟式野球部に所属し県大会に優勝。
広島県立府中高等学校では甲子園出場はなく、3年夏の県大会は3回戦敗退。
筑波大学理工学群社会工学類に一般受験で現役合格し野球部に入部。首都大学リーグ戦では主にリリーフとして登板。3年までの登板数はわずか5試合であり目立たなかったが、4年時に自己最速の151km/hを記録し、8月に行われた巨人三軍とのプロアマ交流戦で1回を無失点に抑えるなど、急速にレベルアップしドラフト候補に浮上した。
2020年10月26日に行われたプロ野球ドラフト会議において、読売ジャイアンツより育成ドラフト9位で指名を受け、11月28日に支度金300万円、年俸400万円（推定）で仮契約を結んだ。背番号は017。

### 巨人時代
2021年5月13日、右肘内側側副靱帯再建術（トミー・ジョン手術）を受けたことが球団から発表された。
2023年オフに戦力外通告を受け、10月26日に引退を決断し、今後は球団職員として球団に残留する。

## 選手としての特徴・人物
2,700回転を上回る高い回転数の最速151km/hのストレートと、縦と横に曲がる2種類のカットボールを投げる。
筑波大学での卒論のテーマは「マッチングを利用したドラフト会議の研究」。

## 詳細情報

### 年度別投手成績
- 一軍公式戦出場なし

### 背番号
- 017（2021年[7] - 2023年）